# Pristimantis schultei
Pristimantis schultei es una especie de anfibio anuro de la familia Craugastoridae.

## Distribución
Esta especie habita entre los 1900 y 2850 m de altitud en la Cordillera Central:
- en Perú en la región de Amazonas;
- en Ecuador en las provincias de Zamora-Chinchipe y Cañar.[4]

## Descripción
Los machos miden de 23.5 a 26.6 mm y las hembras de 28.4 a 34.0 mm.

## Etimología
Esta especie lleva el nombre en honor a Rainer Schulte.

## Publicación original
- Duellman, 1990 : A new species of Eleutherodactylus from the Andes of northern Peru (Anura: Leptodactylidae). Journal of Herpetology, vol. 24, n.º 4, p. 348-350.[5]